# Pong
Pong je jedna z nejstarších videoher. Je to tenisová počítačová hra s jednoduchou 2D grafikou pro dva hráče. Hra originálně vyšla pod firmou Atari v roce 1972. Pong vytvořil Allan Alcorn jako cvičení; zadal mu ho zakladatel firmy Atari Nolan Bushnell.
Na vytvoření prototypu Alcorn použil černobílý televizor značky Hitachi, vložil ho do dřevěné skříňky a potřebné obvody přidělal k deskám. Použitím synchronizačního obvodu televizního signálu vytvářel různé tóny pro herní zvukové efekty. V září 1972 Bushnell a Alcorn instalovali prototyp Pongu v místním baru Andy Capp's Tavern v Kalifornii, kam již dříve Atari dodávala pinballové automaty. Hra byla dobře přijata a její popularita nadále rostla. Společnost oznámila uvedení Pongu 29. listopadu 1972. První hry ve větší, žluté skříni se sestavovaly velmi pomalu, v počtu asi deseti za den, ale po zjednodušení procesu se je podařilo produkovat ve větším množství. Od roku 1973 se Pong dodával i do zahraničí, včetně Evropy.
V roce 1974 přišel inženýr Harold Lee s nápadem domácí verze hry, a spolu s Alconem vytvořili nový prototyp. Využitím nové technologie large-scale integration bylo možné rozsáhlé tištěné spoje originální hry zmenšit do jednoho čipu. Počáteční náklady na vývoj tohoto čipu byly vysoké, okolo 50 000$ (388 000$ v roce 2024, zhruba 9 mil. korun), ale po ukončení vývoje umožnil mnohem levnější hromadnou výrobu domácích konzolí. Tento čip byl v roce 1974 nejvíce výkonným čipem v domácím produktu.
V roce 1975 byla představená domácí verze herní konzole Home Pong, která se dala doma připojit k TV. Bushnell vedl Atari k produkci různých variací Pongu (Pong Doubles, Super Pong, Quadrapong, Doctor Pong a Pin Pong), které měly stejnou grafiku, ale obsahovaly různé nové herní prvky.

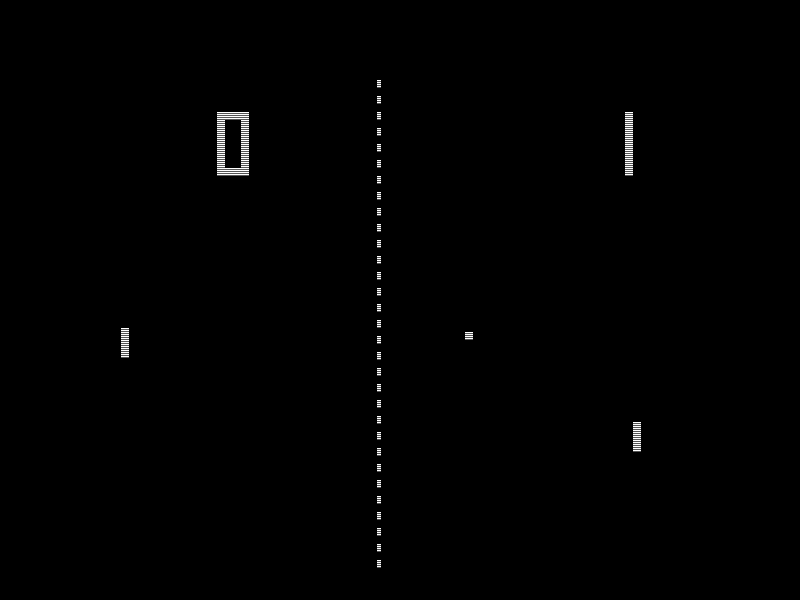
Jednoduchá grafika Pongu
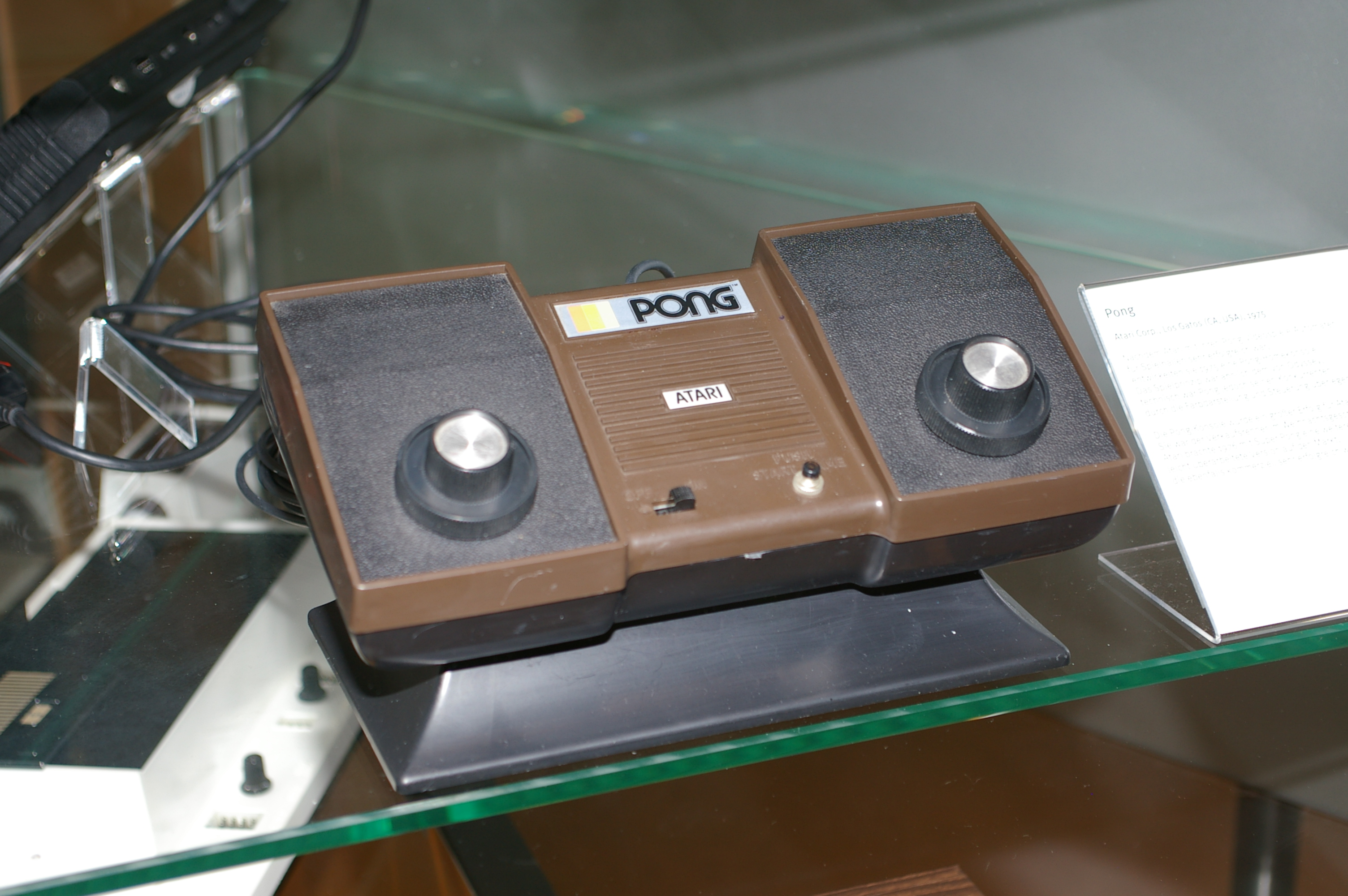
Domácí verze

## Klony
Popularita původní hry od Atari inspirovala řadu klonů od jiných výrobců. Hlavní vlna klonů ale přišla po vyvinutí levného čipu AY-3-8500 od General Instruments. Tento čip obsahoval 6 variant her (tenis, hokej, squash, trénink a dvě štřílecí hry), a díky potřebě minimálních externích obvodů (jen ovladače a TV modulátor) se také stal populárním. 
I v bývalém Československu vznikaly klony této hry. Prvním modelem od Tesla Piešťany byl model XD8000 "Televízny tenis", a byl postaven z deseti diskrétních obvodů TTL 74xx. Kvůli jednoduchosti využitého obvodu hra neobsahovala počitadlo skóre a nové podání bylo možné provést jen restartem hry. Poté následoval model XD8001A, který byl založen na nové trojici čipů Tesla (MAS601, 602, 603) a vyznačoval se přidáním počitadla skóre a možností hře proti stěně pro jednoho hráče. 
Do Československa se také dovážely klony založené na výše zmíněném čipu AY-3-8500, obzváště od značky Universum ze západního Německa.

## Pong na horolezecké stěně
V květnu 2017 byl v České republice, v Mostě, zahájen provoz climballu, tj. pong na horolezecké stěně.